# Mercedes-Benz NAFA
La Mercedes-Benz NAFA (abréviation de Nahverkehrsfahrzeug, littéralement en français : Véhicule de transport de proximité) est un concept-car de voiturette créé par le constructeur automobile allemand Mercedes-Benz et présenté en 1982.

## Historique
Au début des années 1980, Mercedes-Benz a commencé à travailler sur une voiture entièrement nouvelle, qui a été nommée NAFA. Le lancement du projet était dû aux réalités d'une ville surpeuplée avec une pénurie catastrophique de places de stationnement.
À l'exposition universelle de 1982, Daimler-Benz a présenté non seulement l'histoire de leur développement, mais aussi l'avenir de l'automobile.
Elle donnera suite à la Mercedes-Benz Studie-A.

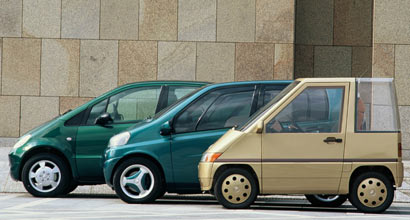
W168, Studie A-93 et NAFA.

## Caractéristiques

### Dimensions
La NAFA est longue de 2,50 mètres, large de 1,50 mètre et haute de 1,50 mètre. Son rayon de braquage est réduit à 5,7 mètres grâce à ses quatre roues directionnelles. Ses deux portes sont coulissantes vers l'avant, ce qui permet également un gain de place. Lors de l'ouverture de celles-ci, les rétroviseurs se plient, côté coque et non côté miroir. La position assise est relativement haute. Avec de grandes surfaces vitrées, le conducteur à une excellente visibilité panoramique,.

### Mécaniques et motorisation
Le véhicule est équipé d'une boîte de vitesses automatique et d'une direction assistée. Elle est également munie de la climatisation et de tendeurs de ceinture.
La NAFA n'a eu qu'une seule motorisation. Son moteur essence à trois cylindres, créé pour elle, provenant du Japon.
| Modèle                   | Construction | Moteur + Nom              | Cylindrée         | Performance                  | Couple               | 0 à 100 km/h | Vitesse maxi | Consommation + CO2    |
| NAFA (boite automatique) | 1982         | 3 cylindres en ligne NAFA | 1 000 cm3 (1,0 L) | 33 kW (45 ch) à 5 000 tr/min | ... N m à ... tr/min | ... s        | ... km/h     | ... l/100 km ... g/km |

### Sources
- Les voitures de recherche de Mercedes-Benz sur eMercedesBenz.com.
- 1981 Mercedes-Benz NAFA Concept sur seriouswheels.com.
- 1982 Mercedes-Benz NAFA sur fanmercedesbenz.com.